# A Boy
"A Boy" (hangul: 소년이여; rr: Sonyeoniyeo) é uma canção gravada pelo cantor e rapper sul-coreano G-Dragon. Foi lançada em 9 de novembro de 2009, como o quarto e último single de seu primeiro álbum de estúdio Heartbreaker (2009). É composta por G-Dragon e produzida por ele juntamente com Choice37. Liricamente, descreve os pensamentos e conflitos pelo qual passou quando tornou-se um trainee na YG Entertainment aos treze anos.

## Antecedentes e lançamento
Embora as cenas finais do vídeo musical do single "Breathe", incluísse um trecho da canção "A Boy", como um anúncio de que a mesma seria o próximo single a ser lançado de Heartbreaker, o mesmo não ocorreu e a canção "Butterfly" acabou sendo lançada em seu lugar. Mais tarde, "A Boy" foi oficialmente confirmada e lançada como o quarto e último single do álbum. 
G-Dragon afirmou que "A Boy" foi lançada como uma resposta à controvérsia sobre as alegações de plágio que cercou seus singles "Heartbreaker" e "Butterfly", quando diversas pessoas disseram que ele deveria parar de cantar e através de "A Boy", a sua resposta era a de que ele "não iria desistir".